# James Diggle
James Diggle CBE (* 29. März 1944 in Rochdale) ist ein britischer Klassischer Philologe.

## Leben
James Diggle studierte Klassische Philologie an der Universität Cambridge, wo er 1965 den Bachelor und 1966 den Master erlangte. Ein prägender akademischer Lehrer war Sir Denys Lionel Page, der ihn zur Beschäftigung mit den griechischen Dichtern anregte. Diggle war ab 1966 Fellow am Queens’ College (Cambridge), an dem er in verschiedenen Funktionen tätig war: Von 1969 bis 1977 als Bibliothekar, von 1970 bis 1975 als Assistent Lecturer, von 1971 bis 1973 und ab 1978 Praelector, von 1982 bis 1993 University Orator, von 1985 bis 1995 Reader in Greek and Latin und schließlich von 1995 bis 2011 Professor of Greek and Latin. Diggle ist Mitglied der Cambridge Philological Society (Vorsitzender 1996–1998), der British Academy (seit 1985) und korrespondierendes Mitglied der Akademie von Athen (seit 2001).
Diggles Forschungsschwerpunkt sind die griechischen Tragiker, besonders Euripides. Er legte zahlreiche Studien zur Textkritik und Überlieferungsgeschichte der Tragödien vor, die er in drei Monografien bündelte (1981, 1991, 1994). Von 1981 bis 1994 erschien seine kritische Edition aller Euripides-Tragödien in der Reihe Oxford Classical Texts. 1998 folgte eine Edition ausgewählter Tragikerfragmente in derselben Reihe.
Weitere Forschungsfelder Diggles sind die römischen Dichter Ovid und Gorippus, zu dem er 1970 gemeinsam mit Francis Richard David Goodyear eine kritische Edition vorlegte. Gemeinsam mit Goodyear gab er auch 1972 die Kleinen Schriften von Alfred Edward Housman heraus. Darüber hinaus ist Diggle Experte für griechische und römische Metrik. Zu seinen jüngsten Arbeiten zählen eine kommentierte zweisprachige Edition von Theophrasts Charakteren  (2004) und Studien über Ithaka (2005).
Diggle ist seit 1977 Mitherausgeber der Reihe Cambridge Classical Texts and Commentaries und Mitherausgeber am Cambridge Greek Lexicon Project.

## Schriften (Auswahl)
- Euripides, Phaethon. Edited with prolegomena and commentary. Cambridge 1970 (Cambridge Classical Texts and Commentaries 12)
- mit Francis Richard David Goodyear: Flavii Cresconii Corippi Iohannidos seu de bellis Libycis libri VIII. Cambridge 1970
- Studies on the Text of Euripides. Oxford 1981
- Euripidis fabulae. Tomus 2: Supplices, Electra, Hercules, Troades, Iphigenia in Tauris, Ion. Oxford 1981
- Euripidis fabulae. Tomus 1: Cyclops, Alcestis, Medea, Heraclidae, Hippolytus, Andromacha, Hecuba. Oxford 1984
- The textual tradition of Euripides’ Orestes. Oxford 1991
- Euripidis fabulae. Tomus 3: Helena, Phoenissae, Orestes, Bacchae, Iphigenia Aulidensis, Rhesus. Oxford 1994
- Euripidea: collected essays. Oxford 1994
- Cambridge orations 1982–1993: a selection. Cambridge 1994
- Tragicorum Graecorum fragmenta selecta. Oxford 1998
- Theophrastus, Characters. Edited with introduction, translation and commentary. Cambridge 2004 (Cambridge Classical Texts and Commentaries 43)
- (mit R. Bittlestone und J. Underhill): Odysseus Unbound: the search for Homer's Ithaca. Cambridge 2005.

Herausgeberschaft
- mit Francis Richard David Goodyear: The Classical Papers of A. E. Housman. Drei Bände, Oxford 1972
- mit John Barrie Hall: Studies in Latin literature and its tradition in honour of C. O. Brink. Cambridge 1989